# تودور ستويكوف
تودور ستويكوف (بالبلغارية: Тодор Стойков)‏ مواليد 3 مارس 1977 في فارنا، هو لاعب كرة سلة بلغاري معتزل. بدأ مسيرته الاحترافية في سنة 1995. اعتزل اللعب في 2013.

## المسيرة الاحترافية
لعب مع روزيتو شاركز في الدوري الإيطالي في سنة 2000، ثم لعب مع سكافاتي باسكت في سنة 2001، ثم لعب مع نادي أكاديميك لكرة السلة من سنة 2001 إلى 2005، ثم لعب مع فالنسيا باسكت في الدوري الإسباني في سنة 2006، ثم لعب مع نادي أكاديميك لكرة السلة من سنة 2006 إلى 2013.

## الإنجازات
- الدوري البلغاري الوطني لكرة السلة : 1998، 1999، 2003، 2004، 2005، 2007، 2008، 2009، 2010، 2011، 2012، 2013
- كأس بلغاريا (3 times): 1998، 1999، 2000، 2002، 2003، 2004، 2007، 2008، 2011، 2012، 2013

## روابط خارجية
- تودور ستويكوف على موقع الاتحاد الدولي لكرة السلة (الإنجليزية)
- تودور ستويكوف على موقع الدوري الأوروبي لكرة السلة (الإنجليزية)
- تودور ستويكوف على موقع الدوري الإسباني لكرة السلة (الإسبانية)
- تودور ستويكوف على موقع كرة السلة الأوروبية.كوم (الإنجليزية)
- تودور ستويكوف على موقع ريلجم (الإنجليزية)
- تودور ستويكوف على موقع بروبوليرز (الإنجليزية)
- تودور ستويكوف على موقع سبورتس رفرنس (الإنجليزية)